# Chromakopia: The World Tour
Chromakopia: The World Tour es la séptima gira del rapero y productor estadounidense Tyler, the Creator, la cual promocionará su séptimo álbum de estudio Chromakopia. Los teloneros son el rapero Lil Yachty y el dúo de hip hop Paris Texas. La gira comenzó el 4 dé febrero de 2025 en Saint Paul y está programada a concluir en Manila el 21 de septiembre de 2025.

## Antecedentes y desarrollo
El 23 de octubre de 2024, una semana antes al lanzamiento de Chromakopia, Tyler anuncia la gira, la que tendría 64 fechas en Norteamérica, Europa y Oceanía entre febrero y septiembre de 2025.
El 30 de octubre se añaden 17 fechas adicionales en diversas ciudades, incluyendo Los Ángeles, San Diego, Chicago, Boston, Nueva York, Brooklyn y París. Al día siguiente se vuelven a añadir nuevas fechas en Ámsterdam, Londres, Mánchester, Glasgow y Newark. El 19 de noviembre se anuncian la cuarta fecha en Melbourne y la segunda en Perth.
En enero de 2025 el rapero anuncia su participación como cabeza de cartel en los festivales Governors Ball y Bonnaroo en Estados Unidos.
El 26 de febrero de 2025 se anuncia la etapa asiática de la gira, con cuatro conciertos en Japón, Corea del Sur, Tailandia y Filipinas en septiembre de 2025. Segundas fechas en Filipinas y Corea fueron anunciadas el 12 de marzo, mientras que en Japón ocurriría lo mismo el 24 de marzo.

## Fechas
| Fecha (2025)     | Ciudad           | País            | Recinto                       | Telonero               |
| ---------------- | ---------------- | --------------- | ----------------------------- | ---------------------- |
| Norteamérica     |                  |                 |                               |                        |
| 4 de febrero     | Saint Paul       | Estados Unidos  | Xcel Energy Center            | Lil Yachty Paris Texas |
| 6 de febrero     | Milwaukee        | Estados Unidos  | Fiserv Forum                  | Lil Yachty Paris Texas |
| 8 de febrero     | Kansas City      | Estados Unidos  | T-Mobile Center               | Lil Yachty Paris Texas |
| 11 de febrero    | Denver           | Estados Unidos  | Ball Arena                    | Lil Yachty Paris Texas |
| 14 de febrero    | Los Ángeles      | Estados Unidos  | Crypto.com Arena              | Lil Yachty Paris Texas |
| 15 de febrero    | Los Ángeles      | Estados Unidos  | Crypto.com Arena              | Lil Yachty Paris Texas |
| 17 de febrero    | Los Ángeles      | Estados Unidos  | Crypto.com Arena              | Lil Yachty Paris Texas |
| 18 de febrero    | Los Ángeles      | Estados Unidos  | Crypto.com Arena              | Lil Yachty Paris Texas |
| 20 de febrero    | Los Ángeles      | Estados Unidos  | Crypto.com Arena              | Lil Yachty Paris Texas |
| 21 de febrero    | Los Ángeles      | Estados Unidos  | Crypto.com Arena              | Lil Yachty Paris Texas |
| 23 de febrero    | Sacramento       | Estados Unidos  | Golden 1 Center               | Lil Yachty Paris Texas |
| 24 de febrero    | Oakland          | Estados Unidos  | Oakland Arena                 | Lil Yachty Paris Texas |
| 26 de febrero    | Portland         | Estados Unidos  | Moda Center                   | Lil Yachty Paris Texas |
| 28 de febrero    | Vancouver        | Canadá          | Rogers Arena                  | Lil Yachty Paris Texas |
| 2 de marzo       | Seattle          | Estados Unidos  | Climate Pledge Arena          | Lil Yachty Paris Texas |
| 3 de marzo       | Seattle          | Estados Unidos  | Climate Pledge Arena          | Lil Yachty Paris Texas |
| 5 de marzo       | San Francisco    | Estados Unidos  | Chase Center                  | Lil Yachty Paris Texas |
| 7 de marzo       | Paradise         | Estados Unidos  | MGM Grand Garden Arena        | Lil Yachty Paris Texas |
| 9 de marzo       | San Diego        | Estados Unidos  | Pechanga Arena                | Lil Yachty Paris Texas |
| 10 de marzo      | San Diego        | Estados Unidos  | Pechanga Arena                | Lil Yachty Paris Texas |
| 12 de marzo      | Phoenix          | Estados Unidos  | Footprint Center              | Lil Yachty Paris Texas |
| 15 de marzo      | Austin           | Estados Unidos  | Moody Center                  | Lil Yachty Paris Texas |
| 16 de marzo      | Austin           | Estados Unidos  | Moody Center                  | Lil Yachty Paris Texas |
| 17 de marzo      | Dallas           | Estados Unidos  | American Airlines Center      | Lil Yachty Paris Texas |
| 19 de marzo      | Houston          | Estados Unidos  | Toyota Center                 | Lil Yachty Paris Texas |
| 21 de marzo      | Atlanta          | Estados Unidos  | State Farm Arena              | Lil Yachty Paris Texas |
| 22 de marzo      | Orlando          | Estados Unidos  | Kia Center                    | Paris Texas            |
| 24 de marzo      | Miami            | Estados Unidos  | Kaseya Center                 | Paris Texas            |
| 26 de marzo      | Charlotte        | Estados Unidos  | Spectrum Center               | Lil Yachty Paris Texas |
| 28 de marzo      | Pittsburgh       | Estados Unidos  | PPG Paints Arena              | Lil Yachty Paris Texas |
| 29 de marzo      | Columbus         | Estados Unidos  | Schottenstein Center          | Lil Yachty Paris Texas |
| 1 de abril       | Washington D. C. | Estados Unidos  | Capital One Arena             | Lil Yachty Paris Texas |
| Europa           |                  |                 |                               |                        |
| 25 de abril      | Amberes          | Bélgica         | Sportpaleis                   | Lil Yachty Paris Texas |
| 27 de abril      | París            | Francia         | Accor Arena                   | Lil Yachty Paris Texas |
| 28 de abril      | París            | Francia         | Accor Arena                   | Lil Yachty Paris Texas |
| 30 de abril      | Assago           | Italia          | Unipol Forum                  | Lil Yachty Paris Texas |
| 1 de mayo        | Zúrich           | Suiza           | Hallenstadion                 | Lil Yachty Paris Texas |
| 2 de mayo        | Fráncfort        | Alemania        | Festhalle                     | Lil Yachty Paris Texas |
| 4 de mayo        | Colonia          | Alemania        | Lanxess Arena                 | Lil Yachty Paris Texas |
| 6 de mayo        | Oslo             | Noruega         | Oslo Spektrum                 | Lil Yachty Paris Texas |
| 7 de mayo        | Copenhague       | Dinamarca       | Royal Arena                   | Lil Yachty Paris Texas |
| 9 de mayo        | Praga            | República Checa | O2 Arena                      | Lil Yachty Paris Texas |
| 10 de mayo       | Cracovia         | Polonia         | Tauron Arena                  | Lil Yachty Paris Texas |
| 12 de mayo       | Berlín           | Alemania        | Uber Arena                    | Lil Yachty Paris Texas |
| 14 de mayo       | Ámsterdam        | Países Bajos    | Ziggo Dome                    | Lil Yachty Paris Texas |
| 15 de mayo       | Ámsterdam        | Países Bajos    | Ziggo Dome                    | Lil Yachty Paris Texas |
| 17 de mayo       | Birmingham       | Reino Unido     | Utilita Arena                 | Lil Yachty Paris Texas |
| 19 de mayo       | Londres          | Reino Unido     | The O2 Arena                  | Lil Yachty Paris Texas |
| 21 de mayo       | Londres          | Reino Unido     | The O2 Arena                  | Lil Yachty Paris Texas |
| 22 de mayo       | Londres          | Reino Unido     | The O2 Arena                  | Lil Yachty Paris Texas |
| 24 de mayo       | Dublín           | Irlanda         | 3Arena                        | Lil Yachty Paris Texas |
| 25 de mayo       | Dublín           | Irlanda         | 3Arena                        | Lil Yachty Paris Texas |
| 27 de mayo       | Mánchester       | Reino Unido     | Co-op Live                    | Lil Yachty Paris Texas |
| 28 de mayo       | Mánchester       | Reino Unido     | Co-op Live                    | Lil Yachty Paris Texas |
| 30 de mayo       | Glasgow          | Reino Unido     | OVO Hydro                     | Lil Yachty Paris Texas |
| 31 de mayo       | Glasgow          | Reino Unido     | OVO Hydro                     | Lil Yachty Paris Texas |
| Norteamérica     |                  |                 |                               |                        |
| 6 de junio       | Nueva York       | Estados Unidos  | Flushing Meadows–Corona Park  | Festival               |
| 13 de junio      | Manchester       | Estados Unidos  | Great Stage Park              | Festival               |
| 27 de junio      | Cincinnati       | Estados Unidos  | Heritage Bank Center          | Lil Yachty Paris Texas |
| 28 de junio      | Cleveland        | Estados Unidos  | Rocket Mortgage Fieldhouse    | Lil Yachty Paris Texas |
| 30 de junio      | Chicago          | Estados Unidos  | United Center                 | Lil Yachty Paris Texas |
| 1 de julio       | Chicago          | Estados Unidos  | United Center                 | Lil Yachty Paris Texas |
| 3 de julio       | Detroit          | Estados Unidos  | Little Caesars Arena          | Lil Yachty Paris Texas |
| 5 de julio       | Filadelfia       | Estados Unidos  | Wells Fargo Center            | Lil Yachty Paris Texas |
| 6 de julio       | Filadelfia       | Estados Unidos  | Wells Fargo Center            | Lil Yachty Paris Texas |
| 8 de julio       | Boston           | Estados Unidos  | TD Garden                     | Lil Yachty Paris Texas |
| 9 de julio       | Boston           | Estados Unidos  | TD Garden                     | Lil Yachty Paris Texas |
| 11 de julio      | Baltimore        | Estados Unidos  | CFG Bank Arena                | Lil Yachty Paris Texas |
| 12 de julio      | Raleigh          | Estados Unidos  | Lenovo Center                 | Lil Yachty Paris Texas |
| 14 de julio      | Nueva York       | Estados Unidos  | Madison Square Garden         | Lil Yachty Paris Texas |
| 15 de julio      | Nueva York       | Estados Unidos  | Madison Square Garden         | Lil Yachty Paris Texas |
| 17 de julio      | Brooklyn         | Estados Unidos  | Barclays Center               | Lil Yachty Paris Texas |
| 18 de julio      | Brooklyn         | Estados Unidos  | Barclays Center               | Lil Yachty Paris Texas |
| 22 de julio      | Montreal         | Canadá          | Bell Centre                   | Lil Yachty Paris Texas |
| 24 de julio      | Toronto          | Canadá          | Scotiabank Arena              | Lil Yachty Paris Texas |
| 25 de julio      | Toronto          | Canadá          | Scotiabank Arena              | Lil Yachty Paris Texas |
| 27 de julio      | Newark           | Estados Unidos  | Prudential Center             | Lil Yachty Paris Texas |
| 28 de julio      | Newark           | Estados Unidos  | Prudential Center             | Lil Yachty Paris Texas |
| 31 de julio      | Chicago          | Estados Unidos  | Grant Park                    | Festival               |
| 2 de agosto      | Montreal         | Canadá          | Parc Jean-Drapeau             | Festival               |
| TBA              | San Francisco    | Estados Unidos  | Golden Gate Park              | Festival               |
| Oceanía          |                  |                 |                               |                        |
| 18 de agosto     | Auckland         | Nueva Zelanda   | Spark Arena                   | Lil Yachty Paris Texas |
| 20 de agosto     | Melbourne        | Australia       | Rod Laver Arena               | Lil Yachty Paris Texas |
| 22 de agosto     | Melbourne        | Australia       | Rod Laver Arena               | Lil Yachty Paris Texas |
| 23 de agosto     | Melbourne        | Australia       | Rod Laver Arena               | Lil Yachty Paris Texas |
| 24 de agosto     | Melbourne        | Australia       | Rod Laver Arena               | Lil Yachty Paris Texas |
| 26 de agosto     | Sídney           | Australia       | Qudos Bank Arena              | Lil Yachty Paris Texas |
| 27 de agosto     | Sídney           | Australia       | Qudos Bank Arena              | Lil Yachty Paris Texas |
| 28 de agosto     | Sídney           | Australia       | Qudos Bank Arena              | Lil Yachty Paris Texas |
| 30 de agosto     | Brisbane         | Australia       | Brisbane Entertainment Centre | Lil Yachty Paris Texas |
| 31 de agosto     | Brisbane         | Australia       | Brisbane Entertainment Centre | Lil Yachty Paris Texas |
| 4 de septiembre  | Perth            | Australia       | RAC Arena                     | Lil Yachty Paris Texas |
| 5 de septiembre  | Perth            | Australia       | RAC Arena                     | Lil Yachty Paris Texas |
| Asia             |                  |                 |                               |                        |
| 9 de septiembre  | Tokio            | Japón           | Ariake Arena                  | Paris Texas            |
| 10 de septiembre | Tokio            | Japón           | Ariake Arena                  | Paris Texas            |
| 13 de septiembre | Seúl             | Corea del Sur   | KINTEX Hall 10                | Paris Texas            |
| 14 de septiembre | Seúl             | Corea del Sur   | KINTEX Hall 10                | Paris Texas            |
| 16 de septiembre | Bangkok          | Tailandia       | Impact Arena                  | Paris Texas            |
| 20 de septiembre | Manila           | Filipinas       | Araneta Coliseum              | Paris Texas            |
| 21 de septiembre | Manila           | Filipinas       | Araneta Coliseum              | Paris Texas            |

### Fechas canceladas
| Fecha (2025) | Ciudad           | País   | Recinto             | Motivo |
| ------------ | ---------------- | ------ | ------------------- | --- |
| 6 de abril   | Ciudad de México | México | Parque Bicentenario | La segunda jornada del festival fue cancelada por las autoridades mexicanas debido a la muerte de dos periodistas en el recinto el 5 de abril. |